# Municipio de San Bartolomé Quialana
El municipio de San Bartolomé Quialana es uno de los 570 municipios en que se encuentra dividido el estado mexicano de Oaxaca. Localizado en el centro del estado, su cabecera es la población del mismo nombre.

## Geografía
San Bartolomé Quialana se encuentra localizado en el centro del estado de Oaxaca, forma por tanto parte del distrito de Tlacolula en la región Valles Centrales. Tiene una extensión territorial de 23.962 kilómetros cuadrados, que equivalen apenas al 0.02 % de la superficie estatal; sus coordenadas geográficas extremas son 16°51′ - 16°56′ de latitud norte y 96°28′ - 96°32′ de longitud oeste y su altitud va de un máximo de 3000 a un mínimo de 1600 metros sobre el nivel del mar.
Limita al norte y al oeste con el municipio de Tlacolula de Matamoros, al este con el municipio de San Lucas Quiaviní, al sur con el municipio de Santiago Matatlán y a suroeste con el municipio de Magdalena Teitipac.

## Demografía
La población total del municipio de San Bartolomé Quialana de acuerdo con el Censo de Población y Vivienda realizado en 2010 por el Instituto Nacional de Estadística y Geografía, es de 2 470 habitantes.
La densidad de población asciende a un total de 103.08 personas por kilómetro cuadrado.

### Localidades
El municipio se encuentra formado por cuatro localidades, las principales y su población de acuerdo al censo de 2010 son:
| Localidad              | Población |
| Total Municipio        | 2 470     |
| San Bartolomé Quialana | 2 390     |
| Río Jordán             | 40        |
| Paraje Rugeolach       | 25        |

## Política

### Representación legislativa
Para la elección de diputados locales al Congreso de Oaxaca y de diputados federales a la Cámara de Diputados federal, el municipio de San Bartolomé Quialana se encuentra integrado en los siguientes distritos electorales:
Local:
- Distrito electoral local de 17 de Oaxaca con cabecera en Tlacolula de Matamoros.[4]

Federal:
- Distrito electoral federal 4 de Oaxaca con cabecera en Tlacolula de Matamoros.[5]

### Presidentes municipales
- (2019 - 2020): Victorino Gómez Martínez[6]